# Dave Feitl
Dave Scott Feitl (Butler, Pensilvania, 8 de junio de 1962) es un exjugador de baloncesto estadounidense que jugó cinco temporadas en la NBA, además de hacerlo en la CBA, en la liga argentina y en la italiana. Con 2,11 metros de estatura, jugaba en la posición de pívot.

## Trayectoria deportiva

### Universidad
Jugó durante cuatro temporadas con los Miners de la Universidad de Texas en El Paso, en las que promedió 11,5 puntos,5,8 rebotes y 1,1 tapones por partido. Acabó su carrera como segundo máximo anotador histórico de los Miners, siendo elegido en dos ocasiones en el segundo mejor quinteto de la Western Athletic Conference, y en su última temporada en el primero.

### Profesional
Fue elegido en la cuadragésimo tercera posición del Draft de la NBA de 1986 por Houston Rockets, donde jugó una temporada, en la que promedió 3,7 puntos y 1,9 rebotes por partido, como suplente de las torres gemelas, Hakeem Olajuwon y Ralph Sampson.
Al año siguiente fue traspasado, junto con los derechos sobre Dirk Minniefield, a Golden State Warriors, a cambio de Purvis Short. Allí, a las órdenes de George Karl, jugó 19 partidos como titular, promediando 6,5 puntos y 4,8 rebotes, en la que iba a ser su mejor temporada como profesional.
Antes del inicio de la temporada 1988-89, fue enviado a Washington Bullets junto con una futura segunda ronda del draft a cambio de Manute Bol. Allí, ante la falta de un pívot nato, obtuvo el estatus de titular, pero jugó menos de 15 minutos por partido, promediando 5,0 puntos y 3,5 rebotes.
Tras terminar contrato y verse sin equipo, aceptó ir a jugar al Arimo Bologna de la liga italiana, donde promedió 18,7 puntos y 9,5 rebotes por partido. Esas buenas cifras le permitieron fichar como agente libre al año siguiente de nuevo con los Rockets, pero su presencia fue casi testimonial, jugando poco más de 7 minutos por partido para promediar 2,6 puntos y 1,9 rebotes.
En la temporada 1991-92 fichó por New Jersey Nets, pero fue el último jugador de banquillo para su entrenador, Bill Fitch. Disputó 46 partidos con Gimnasia y Esgrima de Comodoro Rivadavia en Argentina, donde promedió 21,8 puntos y 9,8 rebotes. Terminó su carrera jugando una temporada con los Chicago Rockers de la CBA.

## Estadísticas de su carrera en la NBA

### Temporada regular
| Temporada | Edad | Equipo                | Liga | P   | TIT | MIN  | TC  | TCA | %TC  | 3P  | 3PA | %3P  | TL  | TLA | %TL  | R.OF. | R.DEF. | REB | ASIS | ROB | TAP | PER | FP  | PTS |
| 1986-87   | 24   | Houston Rockets       | NBA  | 62  | 1   | 8.0  | 1.4 | 3.3 | .436 | 0.0 | 0.0 | .000 | 0.9 | 1.1 | .746 | 0.6   | 1.3    | 1.9 | 0.4  | 0.1 | 0.1 | 0.6 | 1.3 | 3.7 |
| 1987-88   | 25   | Golden State Warriors | NBA  | 70  | 19  | 16.1 | 2.6 | 5.8 | .450 | 0.0 | 0.1 | .000 | 1.3 | 1.9 | .701 | 1.2   | 3.6    | 4.8 | 0.8  | 0.2 | 0.1 | 1.2 | 2.1 | 6.5 |
| 1988-89   | 26   | Washington Bullets    | NBA  | 57  | 36  | 14.5 | 2.0 | 4.7 | .436 | 0.0 | 0.0 | .000 | 0.9 | 1.1 | .831 | 1.2   | 2.3    | 3.5 | 0.6  | 0.3 | 0.3 | 1.1 | 2.4 | 5.0 |
| 1990-91   | 28   | Houston Rockets       | NBA  | 52  | 2   | 7.2  | 1.0 | 2.7 | .371 | 0.0 | 0.1 | .000 | 0.6 | 0.8 | .750 | 0.6   | 1.4    | 1.9 | 0.2  | 0.1 | 0.2 | 0.5 | 1.0 | 2.6 |
| 1991-92   | 29   | New Jersey Nets       | NBA  | 34  | 0   | 5.1  | 1.0 | 2.3 | .429 | 0.0 | 0.0 |      | 0.5 | 0.6 | .842 | 0.6   | 1.2    | 1.8 | 0.2  | 0.1 | 0.1 | 0.6 | 0.6 | 2.4 |
| Total     |      |                       | NBA  | 275 | 58  | 10.9 | 1.7 | 4.0 | .433 | 0.0 | 0.0 | .000 | 0.9 | 1.2 | .751 | 0.9   | 2.1    | 3.0 | 0.5  | 0.2 | 0.2 | 0.9 | 1.6 | 4.3 |

### Playoffs
| Temporada | Edad | Equipo          | Liga | P | MIN | TCA | TC | 3PA | 3P | TLA | TL | R.OF. | REB | ASIS | ROB | TAP | PER | FP | PTS | %TC  | %3P | %FT   | MIN | PTS | REB | AST |
| 1986-87   | 24   | Houston Rockets | NBA  | 6 | 8   | 0   | 0  | 0   | 0  | 2   | 2  | 0     | 1   | 0    | 0   | 0   | 0   | 0  | 2   |      |     | 1.000 | 1.3 | 0.3 | 0.2 | 0.0 |
| 1991-92   | 29   | New Jersey Nets | NBA  | 1 | 3   | 1   | 2  | 0   | 0  | 0   | 0  | 0     | 1   | 0    | 0   | 0   | 1   | 0  | 2   | .500 |     |       | 3.0 | 2.0 | 1.0 | 0.0 |
| Total     |      |                 | NBA  | 7 | 11  | 1   | 2  | 0   | 0  | 2   | 2  | 0     | 2   | 0    | 0   | 0   | 1   | 0  | 4   | .500 |     | 1.000 | 1.6 | 0.6 | 0.3 | 0.0 |